# Kazimierz Dzieliński
Kazimierz Dzieliński, wł. Jan Kazimierz Dzieliński (ur. 10 września 1894 we Lwowie, zm. 1955 w Nowym Targu) – polski malarz, żołnierz Legionów Polskich, major Wojska Polskiego.

## Życiorys
Syn Karola Dzielińskiego z zawodu maszynisty kolejowego i Michaliny z Kolleków. Egzamin dojrzałości zdał w 1913 w IV liceum we Lwowie. W 1912 wstąpił do Związku Strzeleckiego, a następnie został wcielony do 3 kompanii III baonu 1 pułku piechoty Legionów Polskich. Przed wojną przeszedł kurs żołnierski-podoficerski, potem zapisał się na kurs oficerski niższy. Do L.P. 16 sierpnia 1914. Wojnę przebył w 1 pp L.P., potem w 2 pułku ułanów (5 szwadron). Podczas represji stosowanych wobec legionistów, po przejściu przez II brygadę J. Hallera linii frontu pod Rarańczą, poprowadził część 5 szwadronu, którego był wachmistrzem do Borysławia. Tam ukrył broń. Jego żołnierze zaopatrzeni w fałszywe dokumenty i ubrania cywilne rozjeżdżali się po kraju. On wyjechał do Krakowa. Od lutego 1918 do lutego 1919 r. został zaszeregowany do wywiadu Polskiej Organizacji Wojskowej pod rozkazami Mariusza Zaruskiego, a potem w oddziale bojowym pod rozkazami Jabłońskiego-Jasińskiego. To umożliwiło mu rozpoczęcie studiów na Akademii Sztuk Pięknych, ale pod przybranym nazwiskiem „Kazimierz Raduski”. Przez dwa semestry studiował w pracowni Józefa Mehoffera, ale przegrupowanie do 1 pułku ułanów zmusiło go do przerwania nauki. W listopadzie 1918 walczył w szeregach 9 pułku ułanów Małopolskich pod dowództwem Dunin-Borkowskiego. Wojnę ukończył jako rotmistrz, brał udział w wojnie polsko-ukraińskiej i walczył w obronie Lwowa, do rezerwy został przeniesiony w 1921 roku. W rezerwie posiadał przydział do 9 p.uł.. W 1934 roku pozostawał w ewidencji Powiatowej Komendy Uzupełnień Lwów Miasto. Był nadal rotmistrzem rezerwy 9 p.uł. w Trembowli.
W 1919 poślubił Zofię Baltarowicz-Dzielińską. W 1920 Zofia urodziła córkę Kazimierza Danutę Dzielińską. W 1927 powrócił na przerwane studia, naukę kontynuował pod kierunkiem Józefa Mehoffera i Jana Wojnarskiego. Debiutował na wystawie zorganizowanej w 1931 przez Towarzystwo Przyjaciół Sztuk Pięknych, wystawiał również na wernisażu Towarzystwa Artystów Polskich „Sztuka”. Podczas studiów wielokrotnie otrzymywał wyróżnienia i pochwały, Fundusz Kultury Narodowej przyznał Kazimierzowi Dzielińskiemu stypendium. Po ukończeniu nauki w 1932 objął stanowisko kontraktowego Nauczyciela rysunków w Seminarium Nauczycielskim Męskim w Krakowie oraz zajął się tworzeniem, uczestniczył w licznych wystawach i wernisażach. W 1935 otrzymał stypendium rządowe, które umożliwiło mu wyjazd do Francji, z tamtego okresu pochodzi wiele pejzaży. Po powrocie ponownie skupił się na twórczości, wystawiał swoje prace w Warszawie, Krakowie i Lwowie. Był członkiem krakowskiego Towarzystwa Artystów Grafików i Związku Zawodowego Polskich Artystów Plastyków. Latem 1939 we Francji miała miejsce wystawa objazdowa twórczości Kazimierza Dzielińskiego, ale w związku z sytuacją polityczną w sierpniu tego roku artysta powrócił do kraju. 
Po mobilizacji brał udział w kampanii wrześniowej w stopniu majora, po jej upadku zaangażował się w walkę w szeregach Związku Walki Zbrojnej, a następnie Armii Krajowej. Aresztowany przez Gestapo został uwięziony w obozie koncentracyjnym w Płaszowie, przeżył katorżniczą pracę ale utracił zdrowie. Cztery lata po zakończeniu wojny krakowskie Towarzystwo Przyjaciół Sztuk Pięknych zorganizowało wystawę sześćdziesięciu obrazów z różnych etapów twórczości. W latach 50. wszedł w skład grupy Nurt. Zmarł w 1955 w Nowym Targu.
Twórczość Kazimierza Dzielińskiego obejmuje malarstwo olejne, akwaforty, akwatinty, przedmiotami które zajmowały artystę była martwa natura, pejzaże, portret. W ostatnich latach życia malarz część dzieł poświęcił tematyce wojennej.
Za udział w obu wojnach światowych Kazimierz Dzieliński został odznaczony orderem Virtuti Militari i dwukrotnie Krzyżem Walecznych.